# Michael Mehlem
Michael Mehlem (* 1. Mai 1977) ist ein ehemaliger österreichischer Fußballspieler. 

## Karriere
Seine Karriere begann Michael Mehlem beim SV Gallneukirchen in Oberösterreich. Über den SK St. Magdalena gelangte er  zu LASK Linz, wo er von 1997 bis 2001 vier Jahre unter Vertrag blieb und sowohl in der Bundesliga als auch nach dem Abstieg in der Ersten Liga zum Einsatz kam. Zwischen 2001 und 2003 spielte der Abwehrspieler für den damaligen Bundesligisten SC Schwarz-Weiß Bregenz in Vorarlberg. Es folgte eine Serie von kurzfristigen Engagements: Sowohl beim SC Schwanenstadt als auch bei LASK Linz sowie bei der SV Ried blieb er jeweils nur sechs Monate. Im Jänner 2007 wechselte er schließlich zum SK Vorwärts Steyr.
Zur tragischen Figur wurde Michael Mehlem im Juni 2007, als Vorwärts Steyr gegen Union Weißkirchen im direkten Duell um die Meisterschaft in der oberösterreichischen Landesliga Ost spielte. Vor der Rekordkulisse von 7.000 Zuschauern im Vorwärts-Stadion vergab er beim Stand von 1:1 in der Nachspielzeit eine Riesen-Chance zum Sieg. Weißkirchen stieg auf, Vorwärts musste in der Liga verbleiben.